# Sexualité (reproduction)
Pour les articles homonymes, voir sexualité (homonymie).

Les fleurs sont les organes de la reproduction sexuée des Angiospermes.

La sexualité, en biologie, se rapporte à la reproduction sexuée et concerne l'être humain, les animaux, mais aussi des végétaux (plantes, algues ou champignons) et la plupart des espèces de l'embranchement des Eukaryota.
C'est un mode de reproduction qui permet d'obtenir des individus toujours uniques grâce au brassage du patrimoine génétique (donc de l'ADN contenu dans les cellules en particulier sous forme de chromosomes).
L'origine de l'apparition de la sexualité est théorisée dans le cadre de la biologie de l'évolution. Elle « est apparue, vraisemblablement avec les premiers eucaryotes voici environ 1,5 milliard d'années ». Elle serait donc liée à l'apparition du noyau de la cellule qui abrite alors cet ADN et donc de l'embranchement des eucaryotes. Les deux hypothèses principales des causes biologiques sont l'évolution des mécanismes parasitaires et celui de la réparation de l'ADN.
Pour la sexualité du genre Homo et spécialement de l'espèce Homo sapiens, se reporter à l'article Sexualité humaine.

## Fonctionnement biologique de la sexualité

### Distinction de la reproduction asexuée
La reproduction (sous-entendu : sexuée) peut se définir par opposition à la multiplication (sous-entendu : asexuée), qui permet à un « parent » de se multiplier seul. La multiplication végétative, mode de création de nouveaux individus, engendre des clones (le matériel génétique du nouvel individu est le même que celui du « parent »).
La parthénogenèse est un mode particulier de reproduction (sexuée), puisqu'elle concerne des espèces typées sexuellement, mais monoparental puisqu'elle ne fait intervenir que le gamète femelle, à savoir un ovule non fécondé. Le matériel génétique du nouvel individu est la moitié de celui du « parent ». Les pucerons se reproduisent par parthénogenèse, mais certaines de leurs espèces peuvent alterner parthénogenèse et accouplement.
Chez les procaryotes, unicellulaires sans noyau, assimilés aux bactéries, les échanges de matériel génétique par (l'intermédiaire de plasmide par exemple) ne sont pas sexués car ils n'impliquent pas la reproduction qui se fait distinctement et de façon asexuée par scissiparité.

### Cycle de reproduction sexuée

Le cycle de reproduction sexué sur le plan génétique.

Le mécanisme de la reproduction sexuée est rattaché aux eucaryotes et à la présence d'un noyau. Il est caractérisé par l'alternance de deux phases, une diploïde, une haploïde, séparées par la méiose et la fécondation, formant ainsi un cycle de vie sexué (qui peut coexister dans certains cas avec cycle de reproduction asexuée) :
- une phase haploïde, la ou les cellules concernées possèdent un exemplaire de chaque chromosome (en quelque sorte un patrimoine génétique simple) ;
- la fécondation, la fusion de deux cellules haploïdes en une cellule diploïde ;
- une phase diploïde, la ou les cellules concernées possèdent deux exemplaires de chaque chromosome. Pour chaque gène codant un caractère précis, il existe deux versions appelées allèles, c'est le cas entre autres des êtres humains (le patrimoine génétique est comme doublé) ;
- la méiose, la fission, la séparation d'une cellule dont le matériel génétique est en double en cellules qui n'ont plus qu'un exemplaire de chaque chromosome. Elle correspond à la gamétogénèse (création des gamètes). Pendant cette phase les paires de chromosomes se mélangent entre elles, elles échangent des parties d'ADN et donc des gènes, et elles sont ensuite séparées au hasard.

On parle de brassage génétique de la reproduction sexuée qui induit l'unicité de chaque individu d'une espèce, ce qui permet d'affronter plus efficacement la sélection naturelle. Ainsi selon certains « C’est la sexualité qui a permis d’accélérer et d’amplifier le phénomène évolutif chez les plantes et les animaux qui se diversifient en multiples phylums. »
Chez l'humain, comme chez la plupart des êtres vivants, le cycle diploïde est le plus développé et le cycle haploïde ne concerne que les gamètes qui transmettent le code génétique, mais le contraire est possible (c'est le cas des mousses), ou encore de situations plus complexes (les abeilles peuvent se développer dans les deux cas).

### Type sexuel
Il est question de types sexuels à partir du moment où il peut exister une complémentarité génétique, donc l'existence d'une cellule vivante qui peut fusionner avec une autre qui lui serait complémentaire, une différenciation des individus en types sexuels « empêchant la combinaison entre cellules du même clone ».
Si chez certaines espèces les types sexuels sont nombreux (quatre ou huit chez certaines paramécies et par exemple sept chez Tetrahymena thermophila, quarante-huit chez Stylonychia, « ce qui voudrait dire que chaque Stylonychia dispose de 97 % de la population pour y choisir un partenaire sexuel », 720 chez Physarum polycephalum ; et les champignons Basidiomycota ont un mode de reproduction plus complexe encore avec des centaines de types sexuels différents), dans la plupart des cas on distingue deux sexes. Quand les gamètes sont différents (on parle d'anisogamie) par convention on nomme mâle les organismes qui produisent des gamètes plus petits et plus mobiles, et femelle ceux qui produisent des gamètes plus volumineux, contenant généralement les organites nécessaires au fonctionnement cellulaire et au développement après la fécondation.
Ces types peuvent dans certains cas coexister chez un même individu, simultanément (chez l'escargot notamment), ou alternativement, ils sont hermaphrodites permanents ou séquentiels.
Dans de très nombreux cas, la distinction des sexes est liée à une distinction génétique, voire chromosomique. On peut parfois distinguer en effet des chromosomes sexuels, notés X et Y chez les mammifères (XY masculin et XX féminin) et W et Z chez les oiseaux (ZZ pour le masculin et ZW pour la femelle).

## Formes prises par la sexualité
Le mode de reproduction sexué concerne la plupart des eucaryotes, mais — en s’en tenant à la seule fonction reproductrice de la sexualité — peut être réalisé sous des formes différentes selon les espèces, ces caractéristiques étant indépendantes les unes des autres. Ces caractéristiques ne doivent pas être vues comme statiques, mais dans le cadre de l'évolution des espèces, certaines étant sans doute transitoires et d'autres régressives. Seul l'anthropocentrisme nous fait réduire immuablement le sexe à la rencontre d'un vagin et d'un pénis :
- gamètes de morphologies et fonctions différentes, les uns mâles et les autres femelles (anisogamie) pour le cas général, ou gamètes en apparence identiques, les uns gamètes + et les autres gamètes - (isogamie) pour certaines espèces unicellulaires (comme l'algue Chlamydomonas reinhardtii)[9] ;
- espèces dont la reproduction est toujours sexuée et espèces présentant des cycles générationnels, la reproduction pour certaines générations étant sexuée, et pour d'autres asexuée, selon les conditions favorisant l'une ou l'autre (comme c'est le cas des daphnies)[10]. Par exemple, dans une population nombreuse, la reproduction (sexuée) améliore les individus par brassage génétique, alors que dans une population raréfiée, la multiplication leur permet de se reproduire en l'absence de partenaire ;
- distribution variable des populations sexuées : le cas général est la présence de deux sexes, mâle et femelle ; mais certaines espèces ne connaissent que le type femelle (lézards à queue en fouet, se reproduisant par parthénogénèse[11]) ; d’autres ne connaissent que le type hermaphrodite (en permanence, comme chez la plupart des escargots, ou protandre, lorsque l'individu commence sa vie vie sexuelle mâle et la finit femelle, comme c'est le cas des poissons-clowns, ou à l'inverse protogyne, comme c'est celui de la plupart des mérous, ou par cycles alternés, comme chez certaines huîtres, par exemple Crassostrea virginica)[12] ; d’autres encore connaissent plusieurs types, comme la Filaire à feuilles étroites, qui voit coexister deux populations d’hermaphrodites ne pouvant féconder que les hermaphrodites de l’autre groupe, et une population de mâles pouvant féconder tous les hermaphrodites[13], ou comme le champignon Schizophyllum commune, d'ailleurs isogame, qui culmine avec 23 328 types de compatibilité sexuelle (en) différents (voir ci-dessus)…
- distribution variable des organes mâles (étamine) et femelles (pistil) pour les plantes à fleurs, dont la plupart sont hermaphrodites (une fleur est à la fois mâle et femelle, comme celle des pommiers) ; mais dont certaines espèces sont monoïques (chaque pied porte des fleurs mâles et des fleurs femelles, comme celui du Maïs) ; et d’autres dioïques (chaque pied est soit mâle, soit femelle, comme celui des orties)[13] ;
- organes de reproduction et fonctions mâle et femelle strictement répartis dans les populations mâle et femelle pour le cas général, ou selon une distribution plus complexe, comme chez les hippocampes ou l’Alyte accoucheur, dont la gestation des petits est assurée par le mâle[14] ;
- accouplement par pénétration (cas général des mammifères, des insectes…), accouplement par baiser cloacal (cas général des oiseaux), fécondation externe (cas général des poissons), voire fécondation interne sans accouplement (comme chez les huîtres plates, la femelle filtrant la laitance mâle dans l'eau pour la recueillir)[15]…
- partenaire unique et stable (monogamie, comme chez le Loup gris commun), ou partenaires multiples, qu’il s’agisse de polygynie (comme chez le Gorille), de polyandrie (plus rare, comme chez le Jacana) d’une polygynandrie relativement fermée (comme chez la Grive de Bicknell) ou plus ouverte (comme chez le Bonobo), les espèces se montrant toutefois assez capables d’adapter ce mode de relation lorsque les circonstances l’exigent[16] ;
- fécondation immédiate des ovules par les spermatozoïdes ou constitution d’une spermathèque par la femelle, qui y puisera plusieurs années, voire à vie (comme les abeilles sociales et leur unique vol nuptial)[17]…

## Rôle de la sexualité
- Si vous ne connaissez pas le sujet, laissez ce bandeau (vous pouvez alors contacter les auteurs).
- Si vous supprimez le contenu mis en cause (vous pouvez préalablement contacter les auteurs),

argumentez précisément cette suppression dans la page de discussion
(un manque de référence n'est pas un argument ; une recherche réelle de référence doit avoir été effectuée, être formellement documentée).

### Espèce

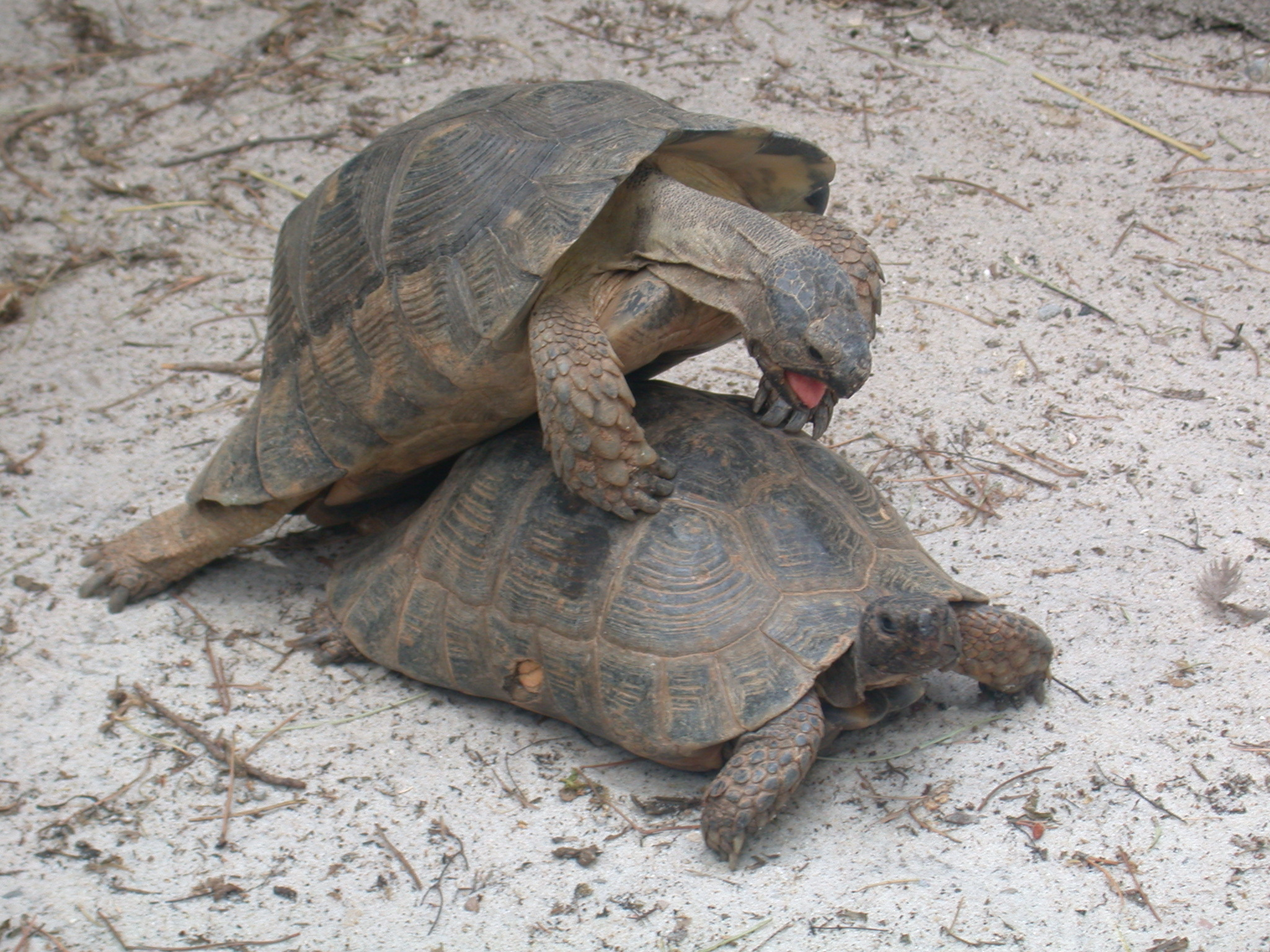
Accouplement de Testudo marginata, Pérouse, (Italie).

Ce qui caractérise le monde du vivant dont celui des plantes en général c'est que chaque espèce, de l'organisme unicellulaire aux vertébrés évolués, se comporte de telle façon qu'elle manifeste ce qui peut apparaître comme une volonté de survivre en tant qu'espèce, alors que les individus sont amenés individuellement à disparaître. Cette vision culturelle de la sexualité qui n'a de sens que pour la perpétuation de l'espèce est contredite par l'approche évolutionniste qui a progressivement déconstruit tous les éléments de cette légende. Expliquer ce rôle de perpétuation, c'est attribuer à la sélection naturelle une prescience qui l'inciterait à préserver une stratégie potentiellement payante à long terme, mais très coûteuse à court terme. En effet, il existe un « double coût du sexe » qui désavantage rapidement et fortement la reproduction sexuée : appelé « coût de la production de mâles » par John Maynard Smith et « coût de la méiose » par George C. Williams, il repose sur le paradoxe qu'une population asexuée se reproduit en moyenne deux fois mieux qu'une population sexuée qui produit des mâles, ce dernier se comportant en parasite des femelles (il leur fait porter le coût de la reproduction de son génome) en injectant de petits gamètes dans les gros gamètes femelles. Ces gamètes femelles apportent l'essentiel de l'énergie nécessaire à la production de l'œuf et à la croissance de l'embryon, même si le mâle investit beaucoup dans la recherche de la partenaire et dans sa fécondation. Ce coût rend toujours mystérieux la grande fréquence du mode de reproduction sexuée dans le monde vivant.
Alors que les organismes unicellulaires se reproduisent par fission avec un niveau d'échange génétique très restreint, on ne peut parler de sexualité que chez les organismes multicellulaires car c'est avec eux qu'une partie des cellules se spécialise en s'orientant vers la reproduction. Cette spécialisation augmente considérablement le niveau des échanges entre les individus et donc les possibilités d'évolution ou de mutation par le brassage du matériel génétique résultant de ces échanges.
Au fur et à mesure que l'on progresse sur l'échelle du monde vivant, il semble apparaître ce que l'on pourrait appeler une liberté de choix de plus en plus grande des individus. En effet, chez les organismes les plus simples du monde vivant, les échanges sexuels semblent soumis à une programmation qui ne laisse que très peu de place aux comportements individuels, alors que chez les mammifères les plus évolués, les comportements se diversifient, donnant une forme plus complexe au déterminisme manifeste biologique en cours. Le besoin de se reproduire va avec l'âge adulte, les modalités de l'accès à celle-ci relevant comme chez Homo sapiens du fait culturel.
Avec Homo sapiens, dont les capacités cérébrales lui ont permis d'élaborer à partir de l'imaginaire, la dimension du symbolique, la part du déterminisme est de ce fait mise à distance sous celle du fait culturel. Il est seulement très naïf [source insuffisante] de croire que le déterminisme biologique n'est pas à l'œuvre dans la psyché humaine, autant que de ne pas reconnaître la différenciation physiologicohormonale des sexes. Car c'est du biologique que prend sens les raisons poussant Homo sapiens à se reproduire dans un monde hostile et à l’humain de faire en sorte que cela soit socialement acceptable en « l'enveloppant » de comportement symbolique et culturel permettant de réguler ces déterminismes indociles afin que ceux-ci se socialisant ne soient pas une source de désordre pour celle-ci. En ce sens, les fourmis et abeilles vont jusqu'à éliminer les mâles ; n'avoir qu'une reproductrice ; en empêchant tous les individus sœurs de « perdre » leur temps à chercher un/des partenaires, celle-ci usant de leur temps uniquement à l'entretien de la société, donc au pool génomique auquel elles sont apparentées, celui du semi-organisme dont elles sont membres. La société lupine (loup) fonctionne aussi sur ce mode (à un degré moindre, il existe des mâles). Deux alphas et des sous-membres travaillant au bien-être de tous. Par là, la liberté sexuelle, si l'on suit ce plan, relève d'une organisation particulière des sociétés où celle de l'individu peut clairement être « ajournée » ad vitam, afin que le groupe-organisme survive, donc liée au moyen de vie de cette société.

#### Reproduction et programmation

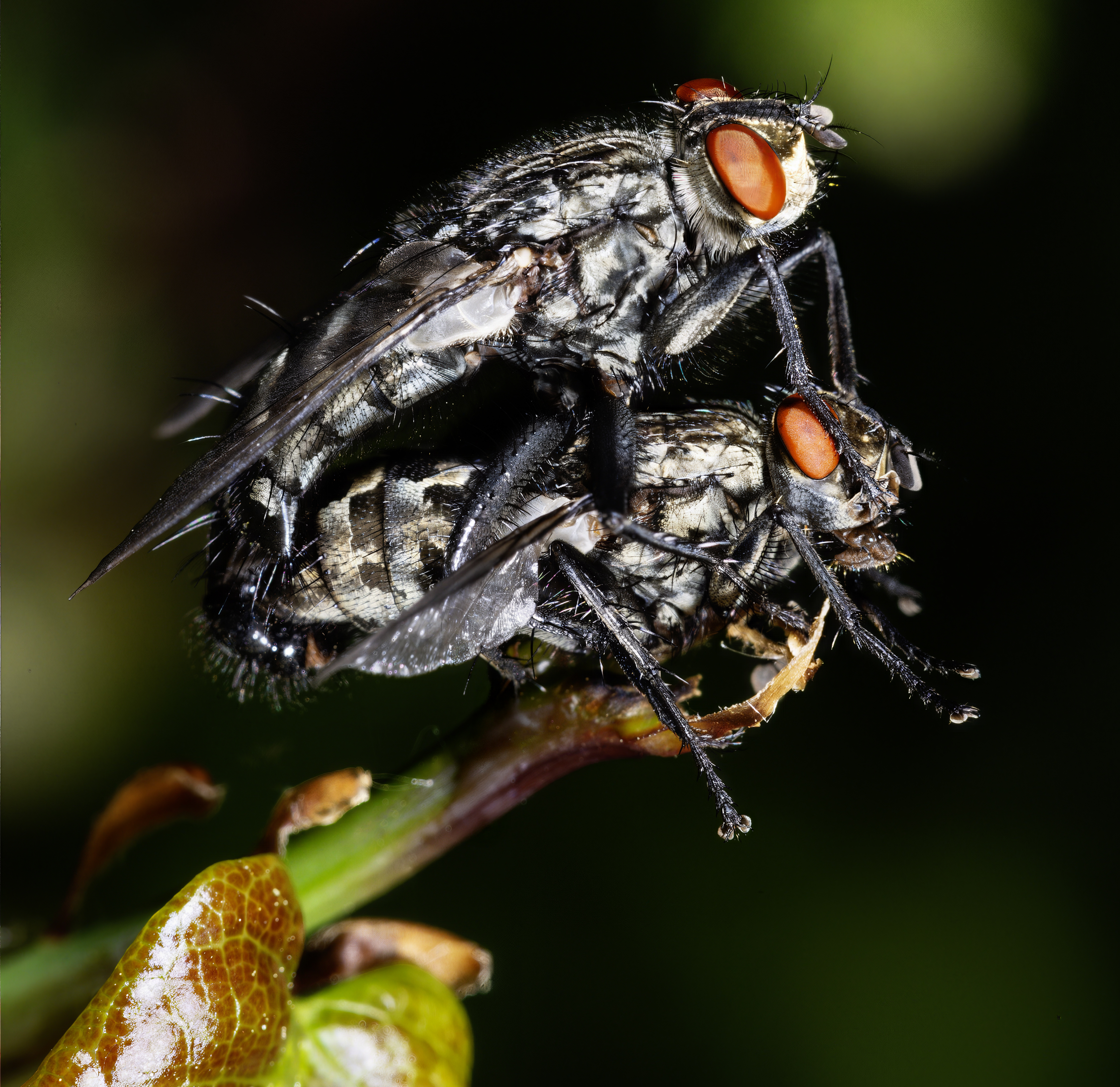
Accouplement de Sarcophaga carnaria

Les études éthologiques montrent que la reproduction des insectes, des poissons et des oiseaux semble se ramener à un échange de stimulus-réaction. Ceci signifie en pratique que les individus dans une espèce donnée s'échangent des signaux codés et programmés pour chaque espèce. Les signaux employés par chaque espèce sont fondés sur des couleurs, des postures, des mouvements de certaines parties du corps. Ceci est vérifiable expérimentalement à l'aide de leurres qui peuvent se réduire, par exemple pour certains oiseaux, à une silhouette qui, présentée dans la bonne orientation, va déclencher une réponse appropriée, marquant l'acceptation de l'acte sexuel.
Il s'agit là d'une imprégnation qui s'opère dès les premiers jours de l'existence de ces animaux. Konrad Lorenz a ainsi pu montrer que certains oiseaux privés dès l'éclosion de leur mère et élevés par des humains, répondaient par des postures typiques d'acceptation de la copulation lorsque certains mouvements de la main étaient produits par l'expérimentateur. Il ne s'agit pas alors, pour ces espèces animales, d'une rencontre entre individus, au sens où l'autre serait perçu en tant que tel, mais simplement du développement d'un programme adapté déclenché par un signal spécifique.
Ceci nous explique pourquoi Lorenz peut affirmer que : « La formation d'un acte instinctif ressemble à un organe » (Sur la formation du concept d'instinct). On peut le dire autrement : l'instinct pour une espèce donnée est un programme qui se développe quand certaines conditions sont remplies.

#### Sexualité et évolution
Une population pourvue de sexualité évolue beaucoup plus vite.

### Sexualité chez les mammifères

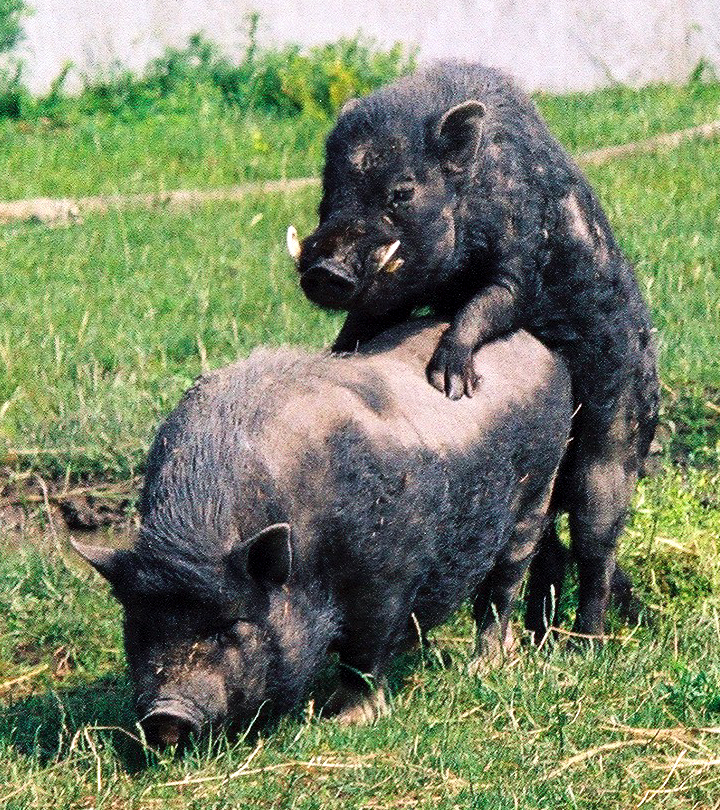
Accouplement de sangliers (Sus scrofa), 2006.

Chez les mammifères supérieurs, ce qui apparaît particulièrement frappant c'est la complexité plus grande du phénomène sexuel qui fait apparaître la coexistence de deux grandes caractéristiques :
1. La périodicité qui apparaît comme une règle générale du monde animal. Les primates, comme la très grande majorité des espèces animales, ne s'accouplent qu'à des périodes données de l'année. Il a été établi que ces périodes sont conditionnées par des facteurs climatiques, comme les variations de température, la luminosité qui stimulent l'hypothalamus qui à son tour donne un signal à l'hypophyse pour enclencher le cycle de formation des gonades. Ceci reste vrai chez les singes et les anthropoïdes, pour qui la femelle n'est attirante sexuellement qu'à certaines périodes de l'année.
2. La dimension sociale qui reste une caractéristique des singes et des anthropoïdes. Des expériences d'asocialisation ont été menées auprès de certains singes : ils sont isolés, privés des relations sociales qu'ils auraient entretenues avec leurs congénères pendant la période de leur développement. Arrivés à maturité sexuelle et mis en présence les uns des autres, il apparaît qu'il leur manque quelque chose d'essentiel qui favorise la rencontre sexuelle. Les mâles se comportent comme s'ils ne savaient comment pratiquer l'intromission ; la femelle de son côté ne prend pas la posture adéquate. Le comportement de ces sujets traduit un trouble auquel ils ne savent pas donner la réponse appropriée.

Bien plus, les rares couples qui parviennent au coït se comportent ensuite de façon tout à fait inhabituelle quand la femelle a mis bas ses petits. Elle ne s'en occupe pas et n'arrive pas à établir les règles sociales qui sont celles de son espèce.
En dehors de toute expérimentation, l'observation de babouins en liberté a montré que les jeunes mâles qui sont arrivés à maturité sexuelle à l'âge de cinq ans ne peuvent accéder au coït avant l'âge de dix ou onze ans, c'est-à-dire à un moment où ils ont acquis un statut social suffisant dans leur groupe social. Entre cinq et dix ou onze ans, non seulement ils se voient découragés dans leurs tentatives par les autres mâles dominants, mais les femelles les repoussent.
Tous ces éléments montrent que la sexualité des singes n'est pas uniquement dépendante de la maturation physiologique : les jeunes singes apprennent par la socialisation, leur maturation dépend de l'exercice précoce des règles de socialisation de leur groupe.